# Difluoruro di radon
Il difluoruro di radon è un composto chimico del radon e del fluoro. La sua formula chimica è RnF2.
Il radon reagisce con il fluoro per formare un composto solido, ma questo si decompone e la sua esatta composizione è incerta. Secondo alcuni calcoli potrebbe essere ionico. L'utilità dei composti del radon è limitata a causa della radioattività del radon; il suo isotopo con vita più lunga, il Radon-222, ha un'emivita di soli 3,82 giorni.